# Galumna dispar
Galumna dispar är en kvalsterart som beskrevs av Rainer Willmann 1931. Galumna dispar ingår i släktet Galumna och familjen Galumnidae. Inga underarter finns listade i Catalogue of Life.